# Osvald
Osvald är ett mansnamn med gammalt nordiskt ursprung (Osvaldr, Ásvaldr). 
Bildat av áss - "gud" och valdr - "härskare".  
Namnet fanns i den svenska almanackan redan på 1600-talet, efter en engelsk helgonkung, men rensades sedan ut och återkom igen först år 1986. Den engelska formen är Oswald.
Namnet är just nu mycket ovanligt; endast några enstaka pojkar i varje årskull får det som tilltalsnamn.
Den 31 december 2012 fanns det totalt 1 030 personer i Sverige med namnet Osvald eller Oswald, varav 109 med det som förstanamn/tilltalsnamn. År 2003 fick 4 pojkar namnet, men ingen fick det som tilltalsnamn.
Namnsdag: 3 oktober  (sedan 1993, 1986-1992: 16 december). I den finlandssvenska namnsdagslängden har Osvald namnsdag 11 januari sedan 1929, då en egen namnsdagskalender togs i bruk för finlandssvenskar.

## Personer med namnet Osvald
- Osvald Almqvist, arkitekt
- Osvaldo Ardiles, argentinsk fotbollsspelare
- Osvald Helmuth, dansk revyskådespelare, manusförfattare och regissör
- Oswald Holmberg, officer, OS-guld i gymnastik 1908 och 1912
- Oswald Johansson, tävlingscyklist
- Hans Osvald Larsson, konstnär
- Osvald Lindsten
- Osvald Moberg, gymnast, OS-guld i laggymnastik 1908
- Oswald Mosley, brittisk politiker och militär
- Oswald Pohl, nazistisk politiker samt SS-Obergruppenführer
- Ossi Runne, finsk dirigent
- Osvald Sirén, finlandssvensk konsthistoriker
- Oswald Spengler, tysk filosof
- Gösta Oswald, författare och översättare
- Kristian Osvald Viderø, färöisk bibelöversättare och författare
- Oswald av Northumbria, kung av Northumbria
- Hugo Osvald, botanist och politiker
- Lee Harvey Oswald, amerikansk socialist, utpekad som president John F. Kennedys mördare